# Krzysztof Olszowski
Krzysztof Olszowski herbu Prus II (zm. 1673) – stolnik sieradzki w latach 1670–1673, podczaszy wieluński w latach 1658–1670.
Był elektorem Michała Korybuta Wiśniowieckiego z województwa sieradzkiego i ziemi wieluńskiej w 1669 roku.